# Скархульт (замок)
Скархульт (швед. Skarhults slott) — замок в волости Скархульт в коммуне Эслэвс, в лене Сконе, примерно в 15 км к северо-востоку от Лунда, Швеция. Летом на территории замка проходят культурно-исторические выставки различной тематики.

## История
Укреплённое жилище на месте нынешнего замка появилось ещё в XIII веке. В последующие века поместьем и замком владели самые разные дворянские семьи. В том числе и королевская.

### Семья Розенспарре
Поместье, ранее называвшееся Скархолта или Скаролт, принадлежало, по крайней мере, с XIV века датской семье Розенспарре (в те времена провинция Сконе принадлежала Дании). Представители рода, проживавшие в поместье, по тогдашней традиции также именовали себя Скархольт. Самым первым из этих людей, несомненно, является Иоганнес Нильсен Розенспарре, окружной судья в Сконе. Он владел поместьем в 1350-е годы. Оно впоследствии перешло к его потомкам.
Полноценную резиденцию начал строить Стен Розенспар. Он родился в 1523 году, в семь лет лишился отца и воспитывался матерью в имении Скархульт. Около 1552 года Стен Розенспарре женился на Метте Розенкрантц, дочери Олуфа Розенкрантца из известного датского дворянского рода Розенкрантц. В 1565 году Стен пал в битве при Аксторне в Халланде во время очередной датско-шведской войны. Его вдова Метте Розенкранц завершила реконструкцию замка Скархульт. Спустя пару лет Метте снова вышла замуж. Её супругом стал Педер Оксе, датский министр финансов. Он владел рядом крупных поместий и округом Равнсборг. После смерти Педера Оксе в 1575 году Метте унаследовала огромное состояние мужа и таким образом стала самой богатой женщиной Дании.
Ранее утверждалось, что Метте Розенкранц после смерти в Скархульте в 1588 году была похоронена в местной церкви. На надгробной плите было высечено её изображение с мужем. Однако исследование Бруниус доказало, что в могиле всего один гроб. В нём покоился прах Стена Розенспарре. Метте Розенкранц похоронена со своим вторым мужем Педером Оксом в церкви Богоматери в Копенгагене. Поместье Скархульт унаследовал её сын от первого брака Риксрад Олуф Стенсен Розенспарре. Вероятно, он построил западную часть замкового комплекса. У Олуфа были только дочери, и после его смерти в 1624 году род Розенспарре пресёкся по мужской линии.

### Семья Рууд
Бригитта, одна из дочерей Олуфа Розенспарре, была фрейлиной королевы и вышла замуж за Корфица Эриксена Рууда. Свадьбу сыграли в Сандхольте. После смерти сестры Элизабет Бригитта осталась единственной владелицей замка Скархульт.

### СемьяТролле
Замок унаследовала старшая дочь Биргитты и Корфица, Метте Крофитцдаттер. Она вышла замуж за Нильса Тролле из датского дворянского рода Тролле в Троллехольме (ныне Замок Хольстейнборг). Их сын Корфитц Тролле стал позднее собственником замка и поместья Скархульт.

### СемьяДелагарди

Замок Скархульт на гравюре 1680 года

Ранее считалось, что Корфитц Тролле продал поместье Скархульт и замок графу Понтусу Фредрику Де ла Гарди, который был сыном Эббы Браге и Магнуса Габриэля Делагарди из знаменитого шведского дворянского рода французского происхождения Делагарди (Де ла Гарди). Однако недавние исследования показывают, что на самом деле имение в 1663 купила за свои деньги Беата Элизабет фон Кёнигсмарк, супруга Понтуса Фредерика де ла Гарди. Она и управляла им до своей смерти в 1723 году. Дело в том, что по законам того времени женщина не могла совершать такие покупки и владельцем Скархульта формально до самой смерти в 1692 году считался её супруг. Помимо Скархульта, энергичная Беата фон Кёнигсмарк также владела замками Марсвинсхольм в Сконе и Веламсунд около Стокгольма.
Беата фон Кёнигсмарк была дочерью фельдмаршала Ганса Христоффера фон Кёнигсмарка. Она отремонтировала резиденцию Скархульт после пожара 1676 года и оставалась её собственницей рекордные 62 года. У Понтуса Фредрика Делагарди и Беаты фон Кёнигсмарк в 1657 году родилась дочь Эбба Мария, а в 1661 году ещё одна — Иоганна Элеонора. Беата пережила не только свою единственную замужнюю дочь, жену генерал-лейтенанта Эрика Густава Стенбока из шведского дворянского рода Стенбоков, но также свою внучку Фредрику Вильгельмину Стенбок и ее мужа Нильса Браге, владевшего замком Скуклостер, представителя влиятельного и богатого рода Браге. После смерти графини фон Кёнигсмарк в 1723 году её наследником стал двухлетний правнук Эрик Браге.

### СемьяБраге
Эрик Браге прошёл военную подготовку в кавалерийском полку Сконе, где дослужился до майора. Он редко бывал в Скархульте, предпочитая проводить время в других своих многочисленных поместьях в Швеции. В 1752 году он стал полковником Ливрейного кавалерийского полка, а затем стал лендмаршалом в риксдаге (1751–1752). Эрик Браге был одним из доверенных лиц короля Адольфа Фредрика, сторонником усиления королевской власти и противником партии «шляп». Скорее всего, Эрик участвовал в планах государственного переворота, направленного против сторонников введения конституции. Однако заговор был раскрыт. Хотя участие Эрика Браге в мятеже не было надёжно доказано, его приговорили к смертной казни и обезглавили на острове Риддархольм в 1756 году. В том же году умерли четверо его детей. Ситуацию спас его сын Магнус Фредрик Браге, который родился через пару месяцев после казни отца и стал официальным наследником Скархульта.
Долгое время имением управлял инспектор и корнет Улоф Вальштедт. Жена Эрика Браге графиня Стина Пипер, внучка знаменитой графини Кристины Пайпер, получила Скархульт в качестве подарка в 1754 году и управляла имением, пока не вышла второй раз замуж за Ульрика Шеффера в 1773 году. Затем она передала поместье своему сыну Магнусу Фредрику Браге.
Граф Магнус Фредрик Браге стал одним из фаворитов короля Густава III. В риксдаге в 1778 году он крестил наследного принца Густава IV Адольфа и стал первым обладателем титула королевского лорда. Помимо управления своими замками Скархульт, Рюдбохольм, Скуклостер и Салста Магнус Браге был влиятельной фигурой в риксдаге и канцлером Уппсальского университета.

### Семья Бернадотов
В 1826 году Магнус Фредрик Браге умер. Наследники разделили между собой многочисленные поместья и замки, а комплекс Скархульт продали королю Карлу XIV Юхану, основателю династии Бернадотов.

### Семьяфон Шверин
После смерти Карла XIV Юхана в 1844 году его сын Оскар I продал Скархульт кавалерийскому офицеру барону Юлиусу фон Шверину. Семья фон Шверин перебралась в Швецию в XVII веке из Померании. Сам род известен с XII века. Замок, который долгое время пустовал, находился в скверном состоянии и нуждался в ремонте. Юлиус фон Шверин начал реставрационные работы, а руководить ими пригласил архитектора Карла Георга Бруниуса. Тогда же был разбит парк в английском стиле, который и сегодня окружает замок.
Юлиус фон Шверин в 1849 году женился на Ингеборге Розенкрантц. В семье родилось пятеро детей. Трое из братьев и сестёр остались холостыми и прожили в Скархульте всю жизнь. Если зима была слишком холодной, то они перебирались на некоторое время в Лунд.

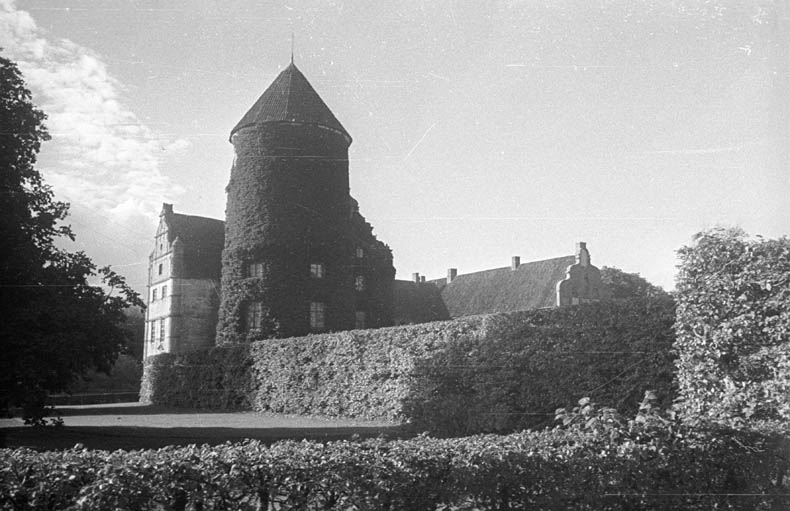
Вид замка Скархульт в 1933 году

В 1880 году Юлиус фон Шверин умер. Его собственность унаследовал сын Вернер фон Шверин. Он провёл реконструкцию замка и парка. Вернер фон Шверин не был женат и после его смерти в 1922 году замок и имение унаследовал его племянник Ханс Хугольд Юлиус фон Шверин, сын Ханса Хугольда фон Шверина. Скархульт был серьёзно модернизирован и стал более комфортным для проживания. Ханс Хугольд фон Шверин написал несколько книг о замках Сконе и их истории.
В 1944 году жена Ханса Хугольда Юлиуса фон Шверина жена, Маргарета фон Шверин, родившаяся в Удденберге, открыла в Скархульте домашнюю школу для девочек. В последующие годы обучение здесь прошли сотни юных шведок. Учащимся предлагали восьмимесячный курс, разделенный на два семестра, или шестинедельный летний курс. В расписание входило обучение готовке еды, кулинарии, стирке, уходу за домом, уходу за детьми, шитью и пр.. Школа существовала до смерти Ханса Хугольда Юлиуса фон Шверина в 1957 году.
Новым владельцем замка стал Вернер фон Шверин-младший, сын Ханса Хугольда Юлиуса. Он сдал комплекс и земельные угодья в аренду Кнуту Лаурину. Повзрослев, Вернер фон Шверин-младший решил самостоятельно заняться управлением своими владениями. Позднее он был активным членом ассоциации Ротари Интернешнл, Шведском ордена масонов и некоторых других объединений. Вернер входил в муниципальный совет коммуны Эслэвс в 1970-е и 1980-е годы. В 1968 году он женился на Ликке Хорнеман. У пары родилось четверо детей, в том числе сын Карл Йохан фон Шверин, который после смерти отца в 1988 году стал владельцем Скархульта. Вместе со своей супругой Александрой он в настоящее врем управляет поместьем, которое помимо прочего является крупным сельскохозяйственным предприятием. В семье трое детей.

## Описание
Сооружения, входящие в нынешний замковый комплекс, начали строить в начале XVI века. Стены возводили из кирпича с вставками из крупных камней. Весь комплекс состоит из двух параллельных крыльев, которые соединены между собой третьим крылом. Все части примыкают друг к другу под прямым углом и образуют открытый с северной стороны внутренний двор. В юго-восточном углу находится восьмигранная лестничная башня, а в северо-восточном углу — крупная круглая башня (бергфрид). Самая старая часть замка — это южное крыло. Раньше на его месте была двухэтажный резиденция. От неё сохранились позднесредневековый фронтон и одна стена. Замок строился не только как жилая резиденция, но и как фортификационное сооружение. Поэтому в некоторых местах видны специальные окна для ведения артиллерийского гоня из пушек и бойницы.
На каменной плите над воротами восточного фасада есть надпись, в которой говорится, что Стена Розенспарре возвёл длинную восточную часть замка в 1562 году. Это здание богато украшено декором в стиле эпохи Возрождения. Вероятно, работы проходили около 1580 года по поручению Метте Розенкрантц.
Самая новая часть замка — западное здание. Оно появилось в конце XVI века, вероятно, во времена Олуфа Стеесена Розенспарре. С той поры серьёзных изменений во внешнем облике замка не происходило. При этом удивительно, что внутренний двор всегда оставался открытым. Не имелось даже ограды.
Замок, вероятно, изначально был окружен внешней кольцевой стеной и глубоким рвом. Но от них ничего не осталось. Стены разобрали, а рвы засыпали.

## Современное использование

### Поместье
Поместье Скархульт занимает около 1000 гектаров. Здесь существует крупное хозяйство. На полях выращивают пять основных культур: сахарная свекла, рожь, пшеница, ячмень и рапс. На каждую культуру в среднем приходится по 160 гектаров. На нескольких десятках гектаров сохранился лес. С лета 2015 года на птицеферме налажено производство яиц.
На территории поместья расположено множество старинных построек. Большинство из них можно снять в аренду на любой срок.
С 1999 года с помощью компании HS Kraft на территории поместья установлены помощью восьми ветряных турбин. За год они производят около 25 гигаватт-часов электроэнергии.

### Замок
В апреле 2014 года Александра фон Шверин устроила в замке выставку, посвящённую женщинам, чья судьба оказалась тесно связана с историей Скархульта. Таким образом впервые за 500 лет замок и замковый парк стали частично доступны для публики. Позднее Александра выпустила книгу «Скрытая сила женщин: 500 лет в замке Скархулт». С той поры комплекс превратился в постоянно действующий культурно-выставочный центр, где проходят различные мероприятия и существует постоянная экспозиция.
Летом 2015 года открылась выставка «Дети в замке Скархулт», а в 2016 году — «Истории любви и разлуки: страсть и чувства на протяжении 500 лет». Летом 2017 года состоялась премьера нескольких короткометражных обучающих фильмов об истории замка. В 2018 в замке открылась выставка «Мужчины Скархульта».

## Галерея

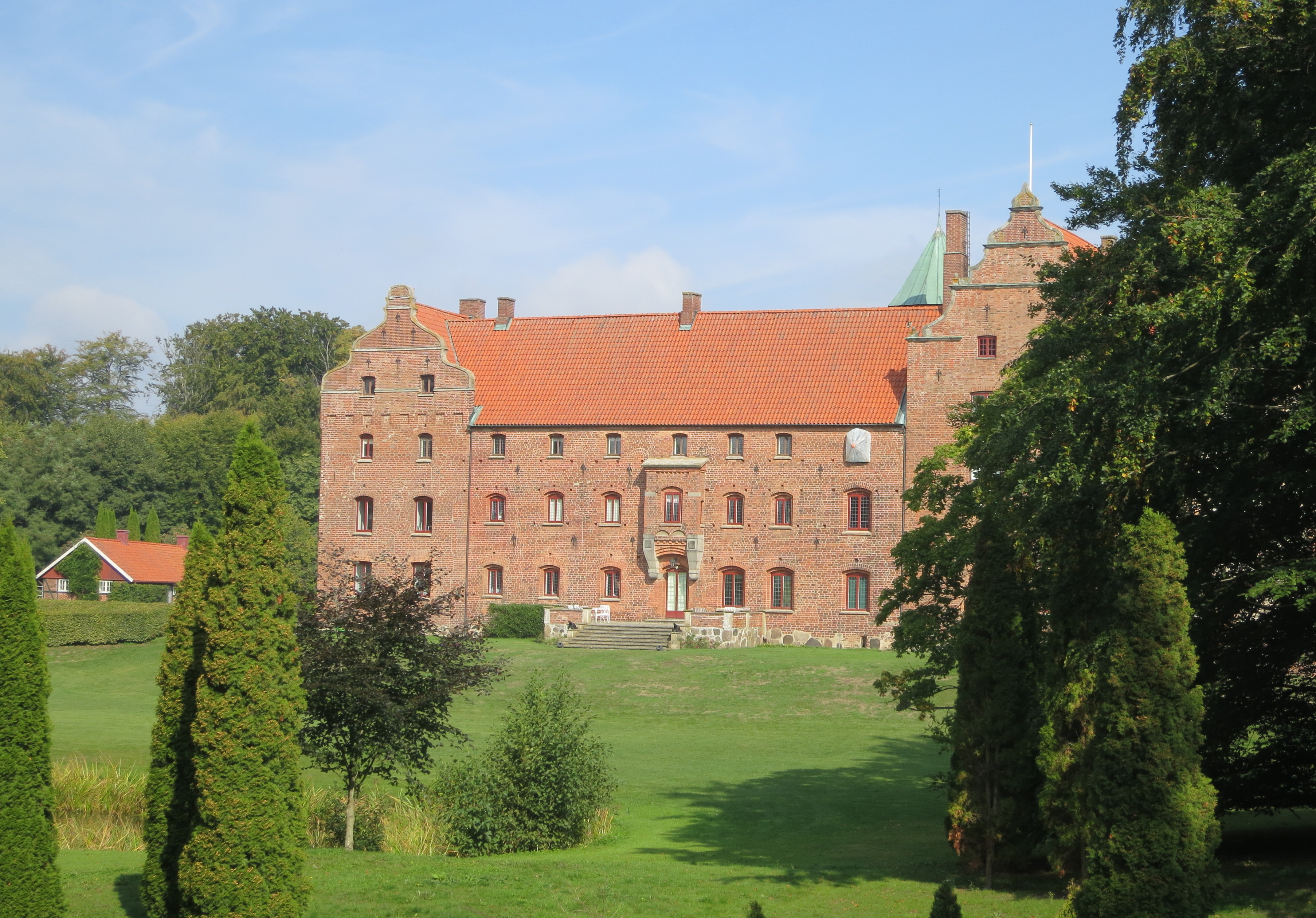
Вид замка с южной стороны
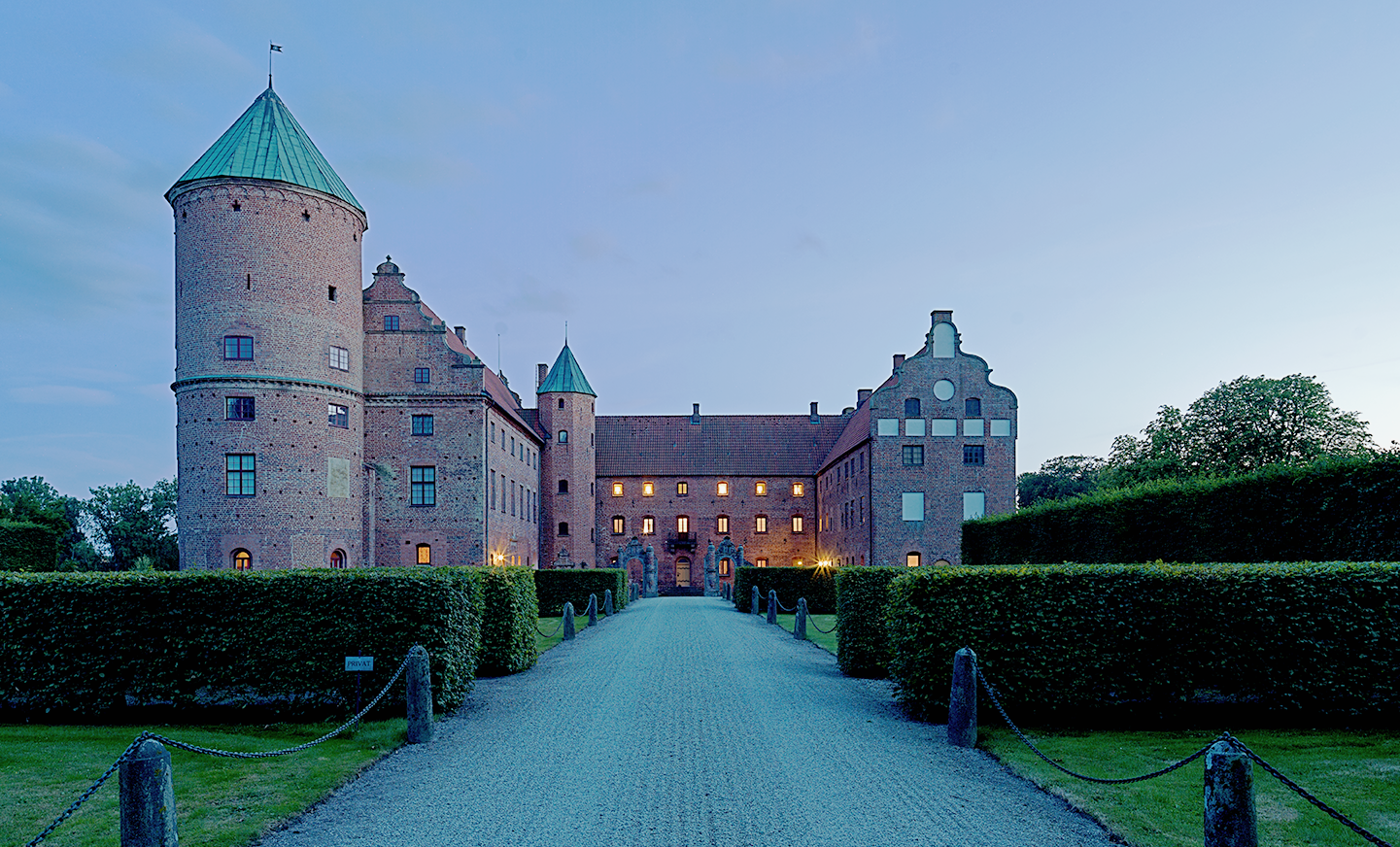
Замок в вечерних сумерках